# Гоголівський Відкритий Літературний Фестиваль
Гоголівський Відкритий Літературний Фестиваль — міжнародний літературний фестиваль в місті Одеса, який проводився у вересні 2009 ріку. За словами організатора і президента фестивалю Олени Некрасової, «однією з цілей фестивалю є відродження Одеси як міста літературної значущості: це місто надихало Пушкіна і Жуковського, Маяковського і Бабеля, Буніна і Олешу».

## Програма та учасники фестивалю
Гоголівський Відкритий Літературний Фестиваль проходив з 8 по 11 вересня 2009 року на базі Одеського Літературного музею. Гостями та учасниками фестивалю в 2009 році стали російські та українські літератори і критики Людмила Петрушевська, Дмитро Биков, Ірина Барметова, Дмитро Веденяпін, Марина Вишневецька, Лев Данилкін, Леонід Костюков, Михайло Назаренко, Борис Херсонський та ін.
У програмі фестивалю зустрічі та інтерв'ю з письменниками, круглі столи, лекції, майстер-класи, кінопокази, виставки.